# Velilla de la Sierra
Velilla de la Sierra település Spanyolországban, Soria tartományban. Velilla de la Sierra Soria, Garray, Fuentecantos, Buitrago, Renieblas és Alconaba községekkel határos. Lakosainak száma 27 fő (2024).

## Népesség
A település népessége az elmúlt években az alábbi módon változott:
| Lakosok száma | 26   | 29   | 32   | 33   | 30   | 26   | 23   | 24   | 28   | 27   |
|               | 2001 | 2004 | 2007 | 2009 | 2012 | 2014 | 2017 | 2019 | 2022 | 2024 |